# Netflix Albuquerque Studios
Netflix Albuquerque Studios — американская киностудия, расположенная в районе Меса-дель-Соль в Альбукерке, штат Нью-Мексико. Помещения включают в себя восемь звуковых сцен, производственные офисы и бэклот.
Студия служила штаб-квартирой для съемочной группы сериала «Во все тяжкие», а также для ряда других сериалов и фильмов.
В октябре 2018 года было объявлено, что Netflix ведет переговоры о покупке студии и превращении её в основное производственное предприятие. Компания приобрела объект с капитальными вложениями в размере 30 миллионов долларов. Первоначально он был построен в 2007 году с бюджетом около 91 миллиона долларов.
В 2020 году Netflix вложила в студию больше 1 миллиарда долларов для производства контента и расширения территории. Строительство началось в мае 2022 года и будет завершено к 2024 году.
Фильмы и сериалы снятые на студии:
- Во все тяжкие (2008—2013)
- В простом виде (2008—2012)
- Мститель (2008)
- Геймер (2009)
- Терминатор: Да придёт спаситель (2009)
- Прохвосты (2010)
- Книга Илая (2010)
- Игры страсти (2010)
- Впусти меня. Сага (2010)
- Впритык (2010)
- Ловушка (2011)
- Ночь страха (2011)
- Мстители (2012)
- Возвращение героя (2013)
- Гостья (2013)
- Одинокий рейнджер (2013)
- Женщины-убийцы (2014)
- Ночная смена (2014—2017)
- Лучше звоните Солу (2015—2022)
- Убийца (2015)
- Бегущий в лабиринте: Испытание огнём (2015)
- День независимости: Возрождение (2016)
- Всё только начинается (2017)
- Логан (2017)
- Миднайт, Техас (2017—2018)
- Отважные (2017—2018)
- Достать коротышку (2017—2019)
- Путь: Во все тяжкие. Фильм (2019)
- Очень странные дела (4-й сезон) (2022)[7]